# シャイイ＝アン＝ビエール
シャイイ＝アン＝ビエール(Chailly-en-Bière)はフランスのイル・ド・フランス地域圏セーヌ＝エ＝マルヌ県の都市。1903年まではバルビゾン派の拠点として有名なバルビゾンを含むコミューンであった。この市の住民のことをシャイヨタン(Chaillotins)と呼ぶ。同じセーヌ＝エ＝マルヌ県には、よく似た市名のシャイイ＝アン＝ブリー(Chailly-en-Brie)があるが、これは別の市である（この住民はカイボタン(Caïbotins)と呼ぶ）。

## 産業
- 石油- 約30の油井があり、1日に300立方メートルを産出する。

## 観光
かつてバルビゾンを含む都市であったことから、市内には多くの画家の墓があり、ジャン＝フランソワ・ミレー、テオドール・ルソーの墓もある。